# 中国人民解放军国防大学军事管理学院
中国人民解放军国防大学军事管理学院，位于北京市海淀区红山口甲3号，隶属中国人民解放军国防大学。

## 沿革
2017年深化国防和军队改革前，国防大学原设有多个教研机构，包括：战略教研部、战役教研部、马克思主义理论教研部、信息作战与指挥训练教研部、军队建设与军队政治工作教研部、军事后勤与军事科技装备教研部。军队建设与军队政治工作教研部下设有国防大学军队建设研究所等机构。另外还有国防大学国防经济研究中心等单位。
在2017年深化国防和军队改革中，重新组建新的国防大学，下设中国人民解放军国防大学军事管理学院，位于国防大学校本部。该学院是由军队建设与军队政治工作教研部、军队党史党建研究中心、国防经济研究中心、军民融合深度发展研究中心等部门合并重组而成。

## 历任领导

### 国防大学教研部
| 军队建设与军队政治工作教研部主任 1. 郑卫平 少将（2004年7月—2005年7月） 2. 韩为功 少将（？—？） 3. 吴杰明 少将（2009年—2011年12月） 4. 李升泉 少将（2012年—2013年12月） 5. 汤奋 少将（2014年—2017年） |

### 国防大学军事管理学院
| 院长 - 路文 少将（2017年7月—） | 政治委员 - [[]] 少将（2017年7月—） |